# Estação Prospekt Kosmonavtov
Prospekt Kosmonavtov (em russo:  Проспе́кт Космона́втов) é uma estação terminal da linha Uralhskaia (Linha Verde) do Metro de Ecaterimburgo, na Rússia. Estação «Prospekt Kosmonavtov» está localizada após a estação «Uralmach».

## Ligaçôes externas
- «Metro de Ecaterimburgo, site oficial.» (em russo)